# Bernard Villers
Bernard Villers est un artiste peintre et éditeur belge né en 1939.
Il vit à Bruxelles. Ses œuvres sont d'abord picturales, principalement basées sur les associations de couleur, et éditoriales, l'artiste éditant ses propres livres. Il a fondé les Éditions du Remorqueur et le Nouveau Remorqueur. Parmi ses influences, on retrouve Kurt Schwitters et Donald Judd.

## Biographie

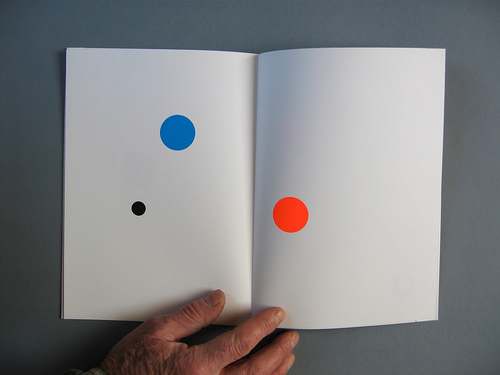

Bernard Villers est  né en 1939 d’un père écrivain et d’une mère chroniqueuse. Son oncle était également peintre. Il vit et travaille à Bruxelles. Après une formation en peinture monumentale à l’École nationale supérieure des Arts visuels de La Cambre avec comme professeurs Paul Delvaux et Jo Delahaut, Bernard Villers développe ses recherches picturales et devient une figure clé de la scène artistique belge. En 2018, son approche sensible et innovante a été célébrée par une exposition rétrospective au centre d’art Le Botanique (Bruxelles, BE).

## Pratique artistique
La pratique artistique de Bernard Villers questionne la relation traditionnelle entre le support et la couleur, révélant une véritable interaction symbiotique et favorisant un dialogue égal entre ces deux éléments essentiels. Il détourne les attentes du spectateur en proposant des interventions chromatiques directes et minimales, mais non dénuées d’émotion : la beauté du quotidien se révèle dans les délicates imperfections des lignes tracées par l’artiste.

### Peinture
Bernard Villers a consacré l’essentiel de son travail à la couleur. Plus que présente dans son art, la couleur en est le sujet. Ses œuvres sont une ode à la couleur. Elles questionnent tout son pouvoir, sa force poétique et sa sensibilité. "Dégagée de toute représentation du réel, elle est libre de se raconter et de provoquer des émotions." 
L’interaction et le dialogue entre la couleur, son support et sa forme est très importante chez lui. Chez l’artiste, tous les supports et toutes les formes sont prétexte à peindre et à révéler le merveilleux de la couleur. Après la toile, le papier ou le carton, Bernard Villers invite aussi le quotidien à faire son apparition par l’utilisation d’objets de récupération comme des raclettes, des cageots, des palettes, des assises de chaise ou encore des tiroirs démantelés qu’il détourne donc de leur usage premier.

### Sérigraphie
Alors que sa pratique artistique tourne principalement autour de la peinture, Bernard Villers a commencé à beaucoup s’intéresser à la gravure au début des années 1970. Il a étudié ces techniques aux Arts et Métiers de Bruxelles et a commencé à créer des sérigraphies pour lui-même et d’autres artistes. Dans un contexte de bouleversement social, il a également ouvert un atelier communal d’impression d’affiches politiques. La sérigraphie devient à la fois une activité professionnelle et un outil social, mais surtout une influence déterminante sur la façon dont l'artiste conçoit ses compositions.
Jusqu’en 1968, sa peinture est expressive et quelque peu lyrique. La sérigraphie lui permet de jouer librement avec des combinaisons de formes et de couleurs, tout en exigeant précision et discipline. Cela changea sa façon de voir la peinture et l’encouragea à éliminer toutes les lignes superflues pour aller vers la clarté et la simplicité(austérité). La pratique de la sérigraphie a ainsi permis à Bernard Villers de mettre au point un style particulier de lignes géométriques et de blocs de couleur forts.

### Édition
Parallèlement à sa peinture, Bernard Villers crée depuis les années 1970 des livres, ou plus précisément des « livres d’artiste ».  Il explique ainsi : « ces dernières années j’ai fait de nombreux livres qu’on appelle d’artiste, et des tas de choses que j’appelle peinture.»
Après des études de sérigraphie aux Arts et Métiers à Bruxelles Bernard Villers lance en 1976 les Éditions du Remorqueur et publie ses livres, souvent sérigraphiés. C’est en lisant puis en recopiant des réflexions sur la couleur d’Henri Matisse que vint l’idée de tracer des écritures colorées devenues progressivement illisibles dans le livre Traverse (1976). Ces transcriptions sérigraphiées sur un papier léger laissent apparaître les couleurs du verso et davantage. À la troisième ou quatrième feuille, la couleur se manifeste encore en transparence. L’usage de papier pelure (en) et de coton léger décuple les possibilités de la couleur. Ainsi, un noir appliqué sur une face apparaît grisé sur l’autre face. Il est filtré par le support.
Le livre est étroitement lié à sa pratique picturale. Il aborde les possibilités du livre en tant que matériau mais aussi en tant que forme physique : il privilégie les papiers, leurs textures et qualités, il utilise le pli, le recto et le verso ; ce qui confère à ses éditions à la fois un parti pris conceptuel tout en préservant une grande sensualité.
Son travail pictural est axé sur la couleur. Il exploite les ressources de la matière et des supports.
« Il peut arriver qu’un nom suffise pour annoncer la couleur. Dans mes livres, bien sûr, les mots ont davantage de place. Ils ont leur plasticité propre. Ils occupent l’espace, le dessinent. Ils peuvent évoquer encore des questions de forme et de couleur. » - Bernard Villers
« De nombreuses expériences menées par Bernard Villers à la frontière de la peinture et du livre témoignent de l’inspiration qu’il en tire, aussi bien lorsqu’il explore une poétique du pli que lorsqu’il redéfinit la position de la peinture du point de vue du livre. Ses premiers livres poursuivaient, renforçaient et questionnaient sa démarche de peintre. C’est pour cette raison que les Éditions du Remorqueur, fondées en 1976, cédèrent la place, en 2004, au Nouveau Remorqueur, d’une veine plus conceptuelle, alors que la pratique strictement picturale de Bernard Villers s’orientait vers l’exploration des couleurs de l’environnement quotidien – tendance qui enrichit les expériences avec la couleur telle qu’elle sort du tube ou du pot de couleur, et avec le produit de leurs mélanges. »
De 2004 à 2016, il sort une soixantaine de publications aux éditions Le Nouveau Remorqueur.

## Publications

### Monographies
- Voyons voir, 2018 (La lettre volée Editions),  (ISBN 978-2-87317-521-4)
- Ed. Musée d'Ixelles, La conjuration des couleurs – Bernard Villers & diverses présences, 2006 (Musée d'Ixelles Editions)
- Remorqueur éd, 2003 (Centre des livres d'artistes / Pays-paysage, Saint-Yrieix-la-Perche Editions).
- Ed. Het Apollohuis, Eindhoven, Un peu, Beaucoup..., 1992 (Les auteurs/ Het Apollohuis Editions),  (ISBN 978-3-7757-4288-7)
- Ed. Guy Ledune, Bernard Villers, Livres d’artiste - Recto/Verso, 1992 (Galerie Guy Ledune Editions).

### Autres publications
- Ed. Bernard Villers, Occupations, 1980. Catalogue de l’exposition collective «Occupations»[10], qui s’est déroulée Quai du Commerce, à Bruxelles, du 15 au 28 juin 1980, et réalisé avec l'aide de la commission française de la culture de l'agglomération bruxelloise.
- Ed. Marie-Pascale Gildemyn, L'ombre des couleurs, 1983.
- Ed. Hugo de Boom et Pierre Looze, Ups & Downs, 1983 (At Work v.z.w./a.s.b.l.T 75)
- Ignace van de Vivere, Rainer Tappeser et Bernard Villers, cat. exp. Musée de Louvain-la-Neuve, 1985[11].
- Ed. Françoise Woimant, Marie-Cécile Miessner et Anne Moeglin-Delcroix, De Bonnard à Baselitz. Estampes et livres d'artistes. Dix ans d'enrichissements du cabinet des estampes. 1978-1988, 1992 (Bibliothèque Nationale de France Editions),  (ISBN 2-7177-1854-0)
- Ed. Guy Schraenen, D’une œuvre l’autre, 1996 (Musée royal de Mariemont Editions).
- Ed. Anne Mœglin-Delcroix, Livres d'artistes. L'invention d'un genre 1960-1980, 1997 (Bibliothèque Nationale de France Editions)
- Féerie pour un autre livre, 2000 (Atelier du livre du Musée Royal de Mariemont Edition).
- Ed. Anne Penders, Conversation avec Anne Penders, 2003 (Tandem Editions).
- Sylvie Canone, Conversation et promenade…, 2009 (Centre Culturel de Marchin Editions)
- La nécessité du hasard cat. exp. Centre Culturel de Marchin, 2018.
- Daniel Dutrieux, Jean-Pierre Ransonnet, Guy Vandeloise et Bernard VIllers, "Le Livre d'or", Centre Culturel de Spa, 20

### Livres d'artiste
- JEOUIR, 1975
- Chromots, 1975
- Peinture au carré, 1975
- Couleur, 1975
- Traverse, 1976
- Traversable, 1976
- Trace, 1977
- 3/8, 1978
- La nuit tombe, 1978
- Un poids/ deux mesures, 1978
- Made in Belgium, 1978
- Pente douce, 1979
- Périodique 1, 1979
- Périodique 2, 1979
- Périodique 3, 1979
- Rouge ou Bleu, 1979
- Mallarmé 1897-1979, 1979
- Colorage, 1979
- Périodique 4, 1980
- D'où, 1980
- Un peu/ Beaucoup, 198
- Lectures, 1982
- Spirales in seize, 1984
- Julien dans la lune, 1986
- Fais-moi un dessin, 1986
- Tout va bien, Rien ne va plus, 1988
- Figure, Paysage, Marine, 1988
- EL LE, 1989
- Géométrie variable, 1991
- Cahiers japonais:  BLEU/BLUE, 1992
- Cahiers japonais: Ode/Edo, 1992
- Cahiers japonais: Nara, 1992
- Cahiers japonais: Fenêtre/Fusuma, 1992
- Cahiers japonais: Tokyoto, 1992
- Correspondance, 1992
- Portraits de papiers, 1992
- Mikado, 1994
- PLI AGE, 1996
- En filigrane, 1996
- Here : now here = Tutaj : teraz tutaj, 1997
- Un livre réversible, 1998
- Carbones. Vingt ans après (78-98), 1998
- En Pologne, nulle part., 1998
- Sol, 1998
- Stilleven/ Nature Morte, 1999
- Phoebus, 2000
- « T » (THE), 2001
- Interférence, 2002
- Simultané, Successif, 2002
- Un livre concevable, 2003
- Lire, Dire, Voir, 2004
- MOT TU, 2004
- Au pied de la lettre, 2004
- Now a book, 2004
- MIRAGE, 200
- La couleur n’existe pas, 2005
- Une impression persistante: 1. L’oiseau bleu, 2005
- Une impression persistante: 2. Les lunettes vertes, 2005
- Une impression persistante: 3.Les fleurs colorées, 2005
- Une impression persistante: 4.Le pavot oriental, 2005
- Une impression persistante: 5.La servante de taille harmonieuse, 2005
- IRIS, 2005
- Halo, 2005
- Fluo, 2005
- Les anges: A la mémoire d’un ange, 2005
- Les anges: Bernard fait l’ange, 2005
- Les anges: a..., 2005
- Ni rose, ni vert; VENISE, 2005
- Triptyque, 2005
- Berlin/ Berlue, 2006
- Continue, 2006
- Abandonne, 2006
- Attend, 2006
- VA , 2006
- HAHOH, 2006
- ECHO, 2006
- Triage, 2006
- Image du « Monde », 2007
- SI, 2007
- Formats (in octavo), 2007
- Un pli, un livre, 2008
- Tumulus, Tumuli, 2008
- Perdre le nord, 2008
- FICHE, FICHTRE, FOUTRE, 2008
- Allant et venant, 2008
- Mickey, talvez (Mickey, peut-être), 2009
- La carte de Tendre, 2009
- Leporello, 2009
- OSE, 2010
- W, 2010
- à la mer/ aan zee, 2010
- Du rouge au vert, 2010
- Title inside (Sauve Garde), 2011
- ECHO (nouvelle version), 2011
- Le bel horizon, 2011
- La tendre indifférence (du monde), 2011
- Une pente douce, 2011
- Or – Le pliage, 2011
- Heureux mélange, 2011
- Les idées noires, 2011
- REMORQUEUR, 2012
- To be continued, 2012
- à suivre, 2012
- L'ancolie, 2012
- Seize pages, 2012
- Cristal, 2012
- Un livre sur rien, 2013
- Ou bien… Ou bien…, 2013
- Presse, 2013
- Lisible Visible, 2013
- Le livre épuisé, 2013
- Whose’s afraid of red, white and blue?, 2013
- AMNÉSIA, 2013
- Le patriote illustré, 2014
- Monte et/ou descend, 2014
- The white cube, 2014